# Nahuja
Nahuja (em catalão:  Naüja) é uma comuna francesa na região administrativa da Occitânia, no departamento dos Pirenéus Orientais. Estende-se por uma área de 5.60 km², e possui 76 habitantes, segundo o censo de 2018, com uma densidade de 14 hab/km².